# Robert Cecil (1864-1958)
Edgar Algernon Robert Gascoyne-Cecil, kortweg Lord Robert Cecil en sinds 1923 Robert Cecil, 1e burggraaf Cecil of Chelwood CH, PC, QC (Cavendish Square, Londen, 14 september 1864 – Danehill, 24 november 1958) was een Brits advocaat, politicus en diplomaat. Hij was een van de oprichters van de Volkenbond. Zijn diensten binnen deze bond leverden hem in 1937 de Nobelprijs voor de Vrede op.

## Biografie

### Jonge jaren
Cecil werd geboren als zesde kind en derde zoon van Robert Gascoyne-Cecil (1830-1903). Hij volgde tot aan zijn 13e thuis privéonderwijs. Zijn middelbareschoolopleiding volgde hij aan Eton College. Daarna ging hij rechten studeren aan de Universiteit van Oxford.
In 1889 trouwde hij met Eleanor Lambton. Van 1887 tot 1906 hield hij zich bezig met burgerrechten. Op 15 juni 1899 werd hij benoemd tot Queen's Counsel (QC).

### Parlementaire en publieke diensten
Tijdens de Britse verkiezingen van 1906 werd Cecil verkozen tot parlementslid voor de Conservative Party. Hij vertegenwoordigde in deze positie Marylebone East. In 1911 won hij extra verkiezing voor in Hitchin, Hertfordshire, en diende voor hen als parlementslid tot 1923.
Toen de Eerste Wereldoorlog uitbrak was Cecil reeds te oud voor militaire dienst. Om toch wat te kunnen doen ging hij werken voor het Rode Kruis. Na de formatie van de coalitieoverheid, werd hij op 30 mei 1915 ondersecretaris voor Buitenlandse Zaken. Hij behield deze positie tot 10 januari 1919. Ook diende hij van 23 februari 1916 tot 18 juli 1918 in het kabinet als minister van Blokkade. Hij was verantwoordelijk voor het economisch en commercieel onder druk zetten van de vijand.
Op 25 mei 1923 keerde Cecil terug naar het kabinet als Lord Privy Seal, een positie die al meerdere leden uit zijn familie hadden gehad. Hij nam niet deel aan de verkiezingen van 1923. Wel werd hij op 28 december van dat jaar in de adelstand verheven als burggraaf Cecil van Chelwood. Hij bleef Lord Privy Seal tot 22 februari 1924.
Tijdens de verkiezingen van 1924 kregen de conservatieven weer de overhand, en werd Cecil Chancellor of the Duchy of Lancaster.

### Volkenbond
In september 1916 kwam Cecil voor het eerst met voorstellen om oorlog te voorkomen. Volgens hem waren dit de eerste documenten van waaruit de Britse steun voor de Volkenbond voortkwam.
Cecil was een esperantist, en in 1929 stelde hij voor dat de Volkenbond Esperanto zou accepteren als oplossing voor het taalprobleem.
Cecil’s publieke leven was geheel gewijd aan de Volkenbond, totdat deze in 1946 werd opgeheven. Op de Vredesconferentie van Parijs in 1919 was hij de Britse vertegenwoordiger die verantwoordelijk was voor onderhandelingen over de oprichting van een Volkenbond. Van 1920 tot 1922 vertegenwoordigde hij de dominatie van Zuid-Afrika in de Volkenbond. In 1923 maakte hij een reis door de Verenigde Staten om de Amerikanen in te lichten over de Volkenbond.
Cecil was vertegenwoordiger van de Britse overheid tijdens een marineconferentie in 1927 in Genève. Hij nam echter ontslag omdat de Britse overheid de onderhandelingen stuk liet lopen door niet in te gaan op de eisen de Britse marine te verkleinen.
Hoewel hij sinds 1932 een officiële afgevaardigde was van de Volkenbond, deed Cecil individueel veel werk om mensen ertoe aan te zetten de Volkenbond te steunen. Hij was van 1923 tot 1945 voorzitter van de Britse Volkenbondunie. Tevens publiceerde hij veel werken over de Volkenbond waaronder Way of Peace (1928), League; A Great Experiment (1941) en All the Way (1949).
In de lente van 1946 was hij aanwezig bij de laatste bijeenkomst van de Volkenbond. Hij sloot zijn speech aldaar af met de woorden "The League is dead; long live the United Nations!"